# La Bouteille
La Bouteille é uma comuna francesa na região administrativa de Altos da França, no departamento de Aisne. Estende-se por uma área de 19 km². Em 2010 a comuna tinha 490 habitantes (densidade: 25,8 hab./km²).